# Pristimantis infraguttatus
Espèce
Synonymes
- Eleutherodactylus infraguttatus Duellman & Pramuk, 1999

Statut de conservation UICN

 DD  : Données insuffisantes
Pristimantis infraguttatus est une espèce d'amphibiens de la famille des Craugastoridae.

## Répartition
Cette espèce est endémique de la région de San Martín au Pérou. Elle se rencontre entre 2 000 et 2 180 m d'altitude sur le versant est de la cordillère Centrale.

## Description
Le mâle mesure 15,8 mm et les femelles de 22,9 à 24,3 mm

## Publication originale
- Duellman & Pramuk, 1999 : Frogs of the genus Eleutherodactylus (Anura: Leptodactylidae) in the Andes of northern Peru. Scientific Papers Natural History Museum the University of Kansas, no 13, p. 1-78 (texte intégral).